# Мечеть в Кырджали
Мече́ть в Кырджали основана в 1812 году, перестроена в камне в 1822, современный вид получила в 1874 году. Единственная действующая мечеть в городе, обычно называется просто мечеть (болг. джамията) или всё чаще центральная мечеть (болг. централната джамия) в связи со строительством новой мечети в одном из спальных районов города. Центральная мечеть располагается в старой части города у продуктового рынка, одна из достопримечательностей города.
Комплекс зданий состоит из основного здания с одним минаретом, административного здания, во дворе оборудовано место для омовения. В ограде мечети находится могила Кырджа Али, который считается основателем города. В 2018 году в мечети проведены кровельные работы, обновлено мощение двора, установлены новые двери с каллиграфическими надписями арабской вязью.
В мечети проводятся и некоторые светские мероприятия: например, директор галереи «Круг» Радост Николаева провела в мечети лекцию «Османская архитектурная традиция в Болгарии: мусульманские и иудаистские храмы».
Мечеть в Кырджали может вместить одновременно около 500 верующих. В праздники она не может принять всех желающих в городе с преобладанием турецкого населения, поэтому назрела необходимость в новом мусульманском храме. Вторая мечеть на 600 верующих строится на противоположном берегу реки Арды по турецкому проекту и на средства турецких дарителей. Новый комплекс, прозванный в СМИ Мечетью Эрдогана, будет включать двухэтажный подземный паркинг, помещение для омовения покойных, культурный центр. Начатое в 2015 году, строительство затянулось дольше запланированного срока.